# Diphyus rungwemontis
Diphyus rungwemontis là một loài tò vò trong họ Ichneumonidae.